# Svenskere
Svenskere (svensk: svenskar, ental: svensk) betegner personer fra Sverige. Begrebet anvendes både om personer, der er indbyggere i Sverige, personer, der er svenske statsborgere, og personer, der kaldes "etnisk svenske", dvs. har rødder i den dominerende befolkningsgruppe i Sverige og dennes kultur.

## Antal
Sverige havde i 2020 ca. 10,4 mio. indbyggere. Den svenske statistikmyndighed Statistiska centralbyrån offentliggør såvel data for den samlede svenske befolkning som for, hvor mange af disse der er svenske statsborgere, og hvor stor en del af befolkningen der har udenlandsk baggrund. Det sidste defineres som personer, der enten er født i udlandet (dvs. de er indvandrere til Sverige) eller født i Sverige med to forældre, der begge er født i udlandet. I Sverige anvendes også undertiden begreberne "Sveriges majoritetsbefolkning" eller "etniske svenskere", men disse begreber er ikke præcist definerede.

## Etymologi
Ordet "svensk" er afledt af folkebetegnelsen sveer, som er af uvis oprindelse. Sveerne var i forhistorisk tid en germansk folkestamme i det nuværende Sverige. Man har tidligere opfattet Uppland som deres hovedområde. Fra 800-tallet var sveer en fællesbetegnelse, som også omfattede göterne, og i løbet af middelalderen blev sveer et synonym for svensker. Navnet Sverige kommer således af betegnelsen Svea rike, der fra 1300-tallet betegnede hele Sverige indenfor landets middelalderlige grænser.

## Finlandssvenskere og estlandssvenskere
Foruden de personer, der bor i Sverige (også kaldet rikssvenskar), har der siden 1100-tallet været en fastboende befolkningsgruppe af svensktalende personer i Finland. Finland var indtil 1809 en del af det svenske rige. Befolkningsgruppen kaldes finlandssvenskere og udgør ca. 290.000 personer (hvoraf 28.000 er ålændinge) eller 5½ pct. af Finlands samlede befolkning. Desuden bor der ca. 60.000 finlandssvenskere i Sverige. Nutidens finlandssvenskere er efterkommere af dels oprindelige kolonisatorer fra Sverige, dels svenskere, som senere er flyttet til Finland i tiden indtil 1809, dels finner, som er blevet forsvensket, og dels indvandrede baltere, nordtyskere og andre, som er gået over til at tale det tidligere dominerende sprog i Finland: svensk.
Parallelt med finlandssvenskerne eksisterer også betegnelsen estlandssvenskere for svensktalende indbyggere i Estland. Der har gennem historien været en vis indvandring fra Sverige til Estland, først i middelalderen og siden i den såkaldte "svensktiden" 1561-1710, hvor Estland indgik i det svenske rige. Estlandssvenskerne har dog aldrig været en meget stor befolkningsgruppe. Størst antal nåede gruppen ved starten af den nordiske syvårskrig i 1763, hvor den udgjorde ca. 12.000 personer. Hungersnød, epidemier, tvangsforflytninger under tsartiden og tilbageflytning til Sverige har siden reduceret antallet. Ved folketællingen i 1934 var der fortsat ca. 7.600 estlandssvenskere. De fleste tilbageværende estlandssvenskere flygtede til Sverige i slutningen af 2. verdenskrig. Midt i 1980'erne vurderedes der højst at være ca. 200 estlandssvenskere tilbage i Estland, mens der boede ca. 3.000 estlandssvenskere i Sverige.

## Svensk udvandring til andre lande
Fra omkring 1850 til midten af 1900-tallet var Sverige et udpræget udvandringsland, hvor mange svenskere forlod deres fædreland for at slå sig ned i andre lande, især i USA. I perioden 1850-1930 udvandrede i alt omkring 1½ million svenskere. Forfatteren Vilhelm Moberg har med romanserien Udvandrerne udødeliggjort udvandrernes erfaringer. I 2019 oplyste omkring 1½ mio. amerikanere (ca. ½ % af USA's befolkning), at de havde svenske aner.
I en kortlægning af svenskere i udlandet i 2015 anslog organisationen "Svenskar i Världen", at der boede ca. 660.000 svenske statsborgere i lande udenfor Sverige, først og fremmest i de fire lande USA, Norge, Spanien og Storbritannien. Mange af dem var pensionister eller studerende.